# Perspective signifiante
Pour les articles homonymes, voir Perspective.

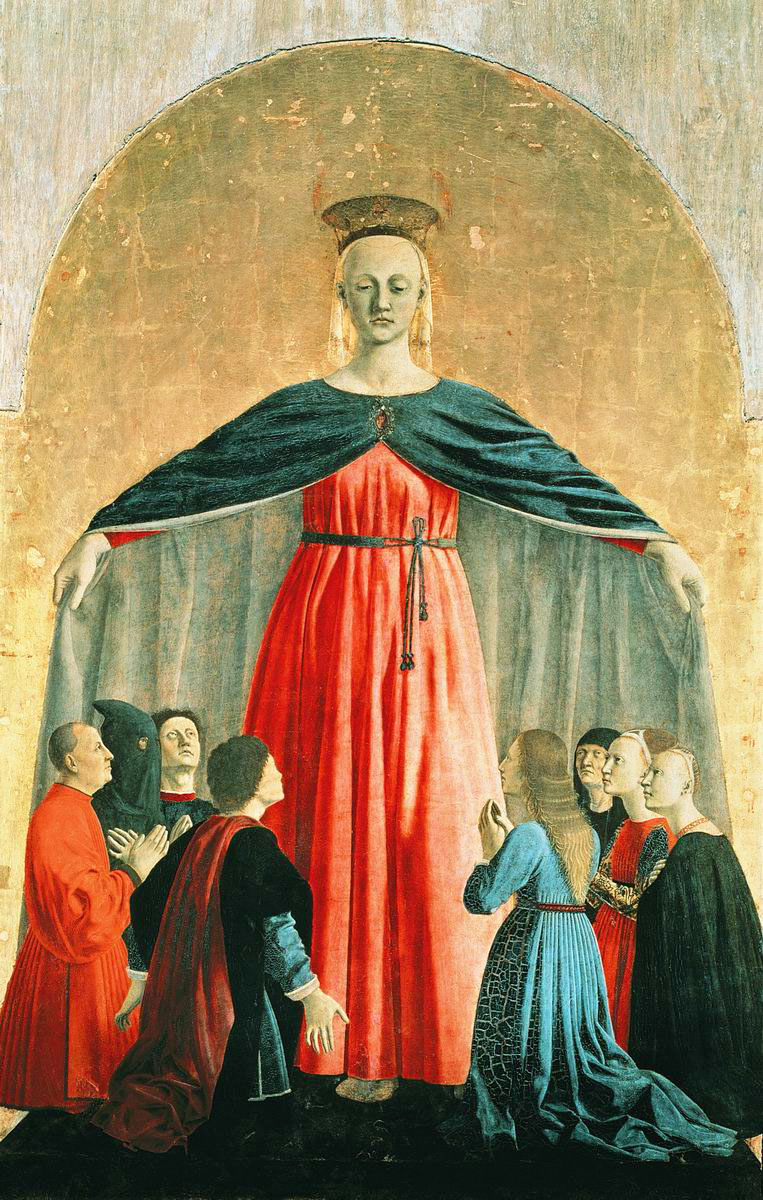
Représentation signifiante (personnages du premier plan plus petits que ceux du second) chez Piero della Francesca (Vierge de miséricorde, Sansepolcro).

La perspective signifiante ou  perspective d'importance (quelquefois dite encore « symbolique » bien que toute représentation perspective passe par la symbolisation) est la représentation perspective dans laquelle les personnages adoptent la taille de leur importance en dignité. 
La perspective inversée désigne celle où les lignes de fuite des sujets de la représentation ne se rencontrent pas derrière ou dans le fond du tableau mais bien devant.

## Perspective signifiante ou d'importance
Surtout utilisée dans les peintures médiévale et byzantine, elle est progressivement abandonnée à la Renaissance (dès les Primitifs italiens) où, par humanisme, les personnages adoptent une taille uniquement liée à la profondeur de la perspective occidentale à point de vue (dite monofocale centrée).
Néanmoins certains peintres maîtrisant la théorie de la nouvelle perspective (comme Piero della Francesca) continueront à la pratiquer dans des œuvres typées (Vierge de miséricorde de Sansepolcro) issues du Moyen Âge.

Usage de la perspective inversée chez Dürer dans Les Quatre Apôtres où la grandeur des têtes plan-avant plan-arrière pourrait sembler disproportionnée
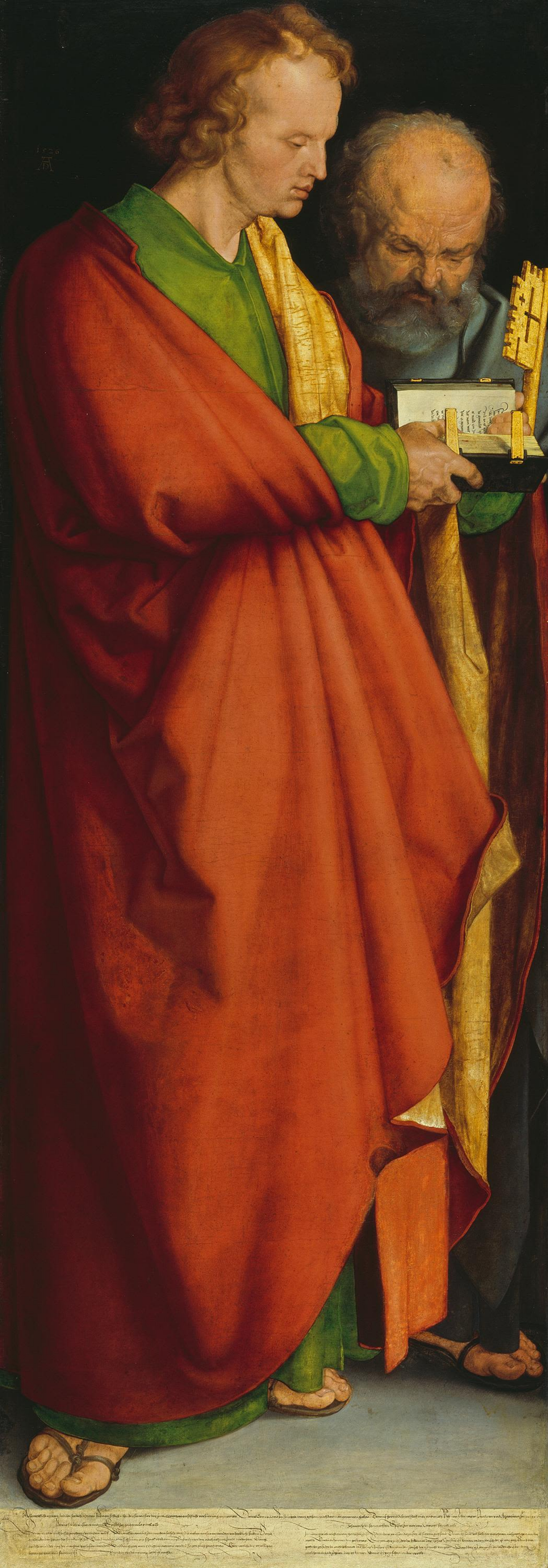
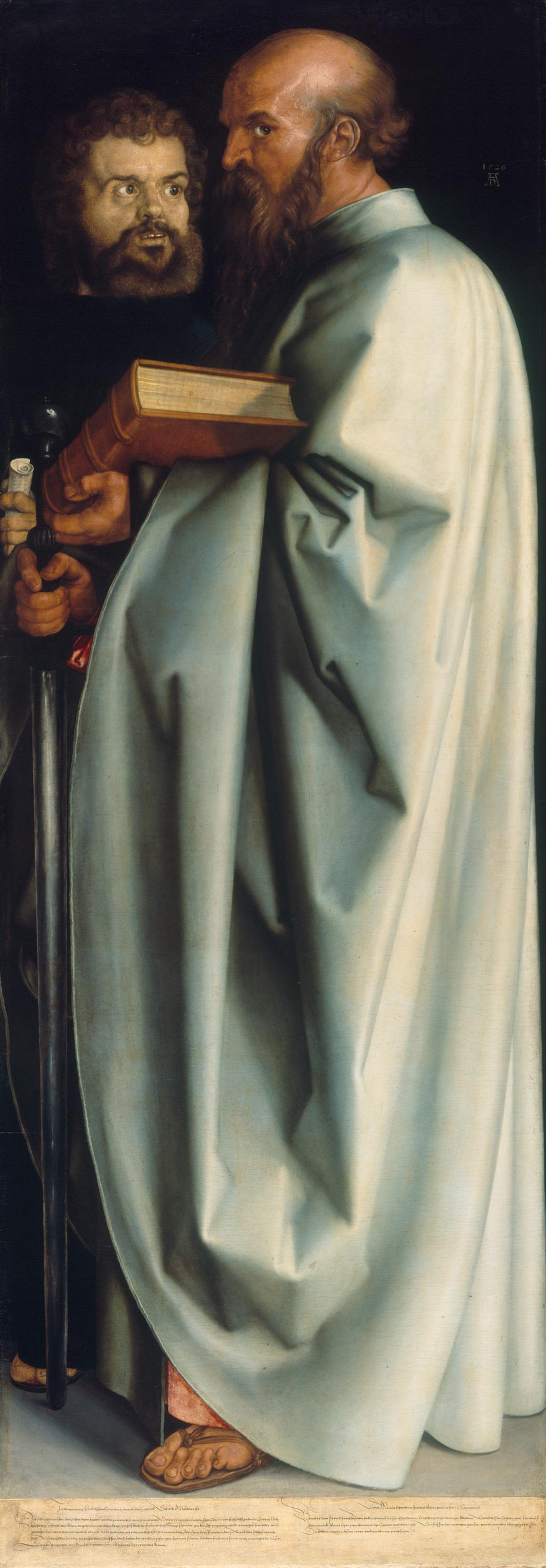

- Usage de la perspective inversée chez Dürer dans Les Quatre Apôtres où la grandeur des têtes plan-avant plan-arrière pourrait sembler disproportionnée[3]

## Perspective inversée
Dans la peinture byzantine et spécialement dans l'art de l'icône, la perspective inversée représente des lignes de fuite qui ne se rencontrent pas dans un  point de fuite situé derrière le tableau, mais en un point situé devant le tableau. Le monde représenté dans la peinture n'est pas une fenêtre par lequel l'esprit humain pénètre dans le monde représenté, mais rayonne au contraire vers le spectateur.
Cette conception de la perspective est un des aspects particuliers de la théologie de l'icône dans son ensemble. L'icône de la Présentation au Temple en est un bel exemple d'application à Veliki Novgorod au XVe siècle. 
Les éléments caractéristiques de ce type de perspective peuvent être synthétisés ainsi :
- l'espace est peu profond, limité au premier plan, fermé vers le fond. Il n'y a pas d'illusion de trois dimensions ;
- l'évènement peint se passe au premier plan. Les personnages situés à l'arrière sont agrandis pour appartenir au premier plan ;
- les éléments d'architecture et les objets sont peints en axonométrie. Les scènes se jouent à l'extérieur pour éviter de devoir représenter la profondeur de l'intérieur ;
- la ligne de force va de l'intérieur de l'icône vers l'extérieur, vers le spectateur.
- la perspective n'est qu'un aspect de la composition et est subordonnée à l'idée de l'œuvre[5].

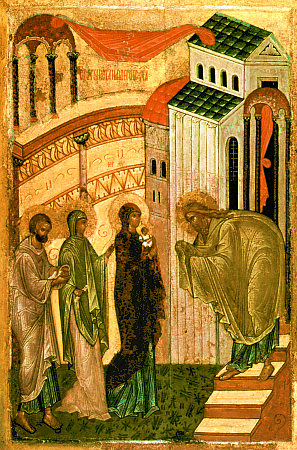
Présentation au Temple (icône) (en russe : Sretenie), XVe siècle.

## Absence de perspective
Il ne faudra pas la confondre avec l'absence de connaissances des principes perspectifs propres aux  peintures naïves ou aux peintures enfantines, voire aux peintres « analphabètes ».
À propos de peinture enfantine, Pavel Florensky, dans le texte de La Perspective inversée (1919), résume ses observations sur les dessins d'enfants qu'il prend comme exemple de la non-perspective. Comme la pensée de l'enfant n'est pas une pensée déficiente, mais un type particulier de pensée qui peut parfois être apparenté au génie, il faut admettre, selon lui, que la perspective inversée est une approche originale du monde. On peut haïr ce procédé mais il ne faut en aucun cas en parler avec pitié ou condescendance.